# À tombeau ouvert (film, 1956)
Pour le film de 1999, voir À tombeau ouvert.
Pour plus de détails, voir Fiche technique et Distribution.
À tombeau ouvert (Checkpoint) est un film britannique réalisé par Ralph Thomas, sorti en 1956.

## Synopsis
Lors d'un cambriolage en Italie, O'Donovan tire sur un gardien de nuit et un policier. Pour quitter le pays, il demande à Fraser, un conducteur de rallye, de le prendre comme coéquipier, moyennant rétribution. 

## Fiche technique
- Titre original : Checkpoint
- Titre français : À tombeau ouvert
- Réalisation : Ralph Thomas
- Scénario : Robin Estridge
- Direction artistique : Carmen Dillon
- Décors : Dario Simoni
- Costumes : Anthony Mendleson
- Photographie : Ernest Steward
- Son : C.C. Stevens, Gordon K. McCallum
- Montage : Frederick Wilson
- Musique : Bruce Montgomery
- Production exécutive : Earl St. John
- Production : Betty E. Box
- Société de production : Rank Film Productions
- Société de distribution : J. Arthur Rank Film Distributors
- Pays d'origine :  Royaume-Uni
- Langue originale : anglais
- Format : couleur (Eastmancolor) — 35 mm — 1,66:1 — son mono
- Genre : film policier
- Durée : 86 minutes
- Dates de sortie : 
  - Royaume-Uni : 25 décembre 1956
  - France : 15 janvier 1958

## Distribution
- Anthony Steel : Bill Fraser
- Odile Versois : Francesca
- Stanley Baker : O'Donovan
- James Robertson Justice : Warren Ingram
- Maurice Denham : Ted Thornhill
- Michael Medwin : Ginger
- Paul Müller : Petersen
- Lee Patterson : Johnny Carpenter
- Anne Heywood : Gabriela
- Anthony Oliver : Michael
- Philip Gilbert : Eddie